# Libri Scheiwiller
Libri Scheiwiller è stata una casa editrice italiana, nata a Milano nel 1977.

## Storia

### L'attività del marchio
L'azienda viene fondata nel 1977 da Vanni Scheiwiller, come marchio da affiancare alle edizioni All'insegna del pesce d'oro.
Da questa operazione scaturisce un felice sodalizio con il mecenatismo bancario, in particolare con il Credito Italiano ed il Banco Ambrosiano Veneto. Infatti, accanto e a sostegno delle collane ("Immagini e documenti", "Piccole Strenne", "Il Sigillo. Piccola Biblioteca Cinese", "Poesia" e "Prosa") sotto la nuova sigla escono collane quali Antica Madre, curata da Giovanni Pugliese Carratelli; Civitas Europaea curata da Leonardo Benevolo; Presenze straniere nella vita e nella storia d'Italia e Gli artisti italiani in Russia, promosse da Finmeccanica e dedicate all'opera di Ettore Lo Gatto; Energia, promossa dalla Falck.
Tra i volumi realizzati per le aziende si ricordano poi: Pirelli, Antologia di una rivista (1987); Civiltà delle macchine. Antologia di una rivista 1953-1957 (1988), tre volumi per la Falck (1990, 1991, 1992); quattro volumi per la Carical (1990, 1991, 1992, 1993) dedicati ai luoghi, alle arti, lettere, centri storici e natura del Mediterraneo; 1872-1972, Cento anni di comunicazione visiva Pirelli (1990); Pirelli 1872-1997, Centoventicinque anni di imprese (1997). Una ricerca singolare rappresenta poi la collana Presepi realizzata per la Cassa di Risparmio di San Marino.

### La memoria e la rinascita
Dal 2005 l'archivio e la biblioteca del marchio sono conservati presso il Centro APICE dell'Università degli Studi di Milano. Tra le carte del fondo si trovano corrispondenza, fotografie, materiale iconografico, bozze, manoscritti e dattiloscritti originali di alcuni dei maggiori scrittori, artisti ed editori italiani e stranieri del Novecento.
A fine 2006 Libri Scheiwiller è stata rilevata dal gruppo editoriale Federico Motta Editore - Sole 24 Ore, che ne ha ripreso e rinnovato l'attività editoriale, inaugurando tre nuove collane di Letteratura, Saggistica ed Arte.
Nel 2009 Libri Scheiwiller comincia le pubblicazioni della saggistica e della produzione giornalistica di Mario Vargas Llosa.